# St-Jacques-du-Mont-aux-Malades (Mont-Saint-Aignan)

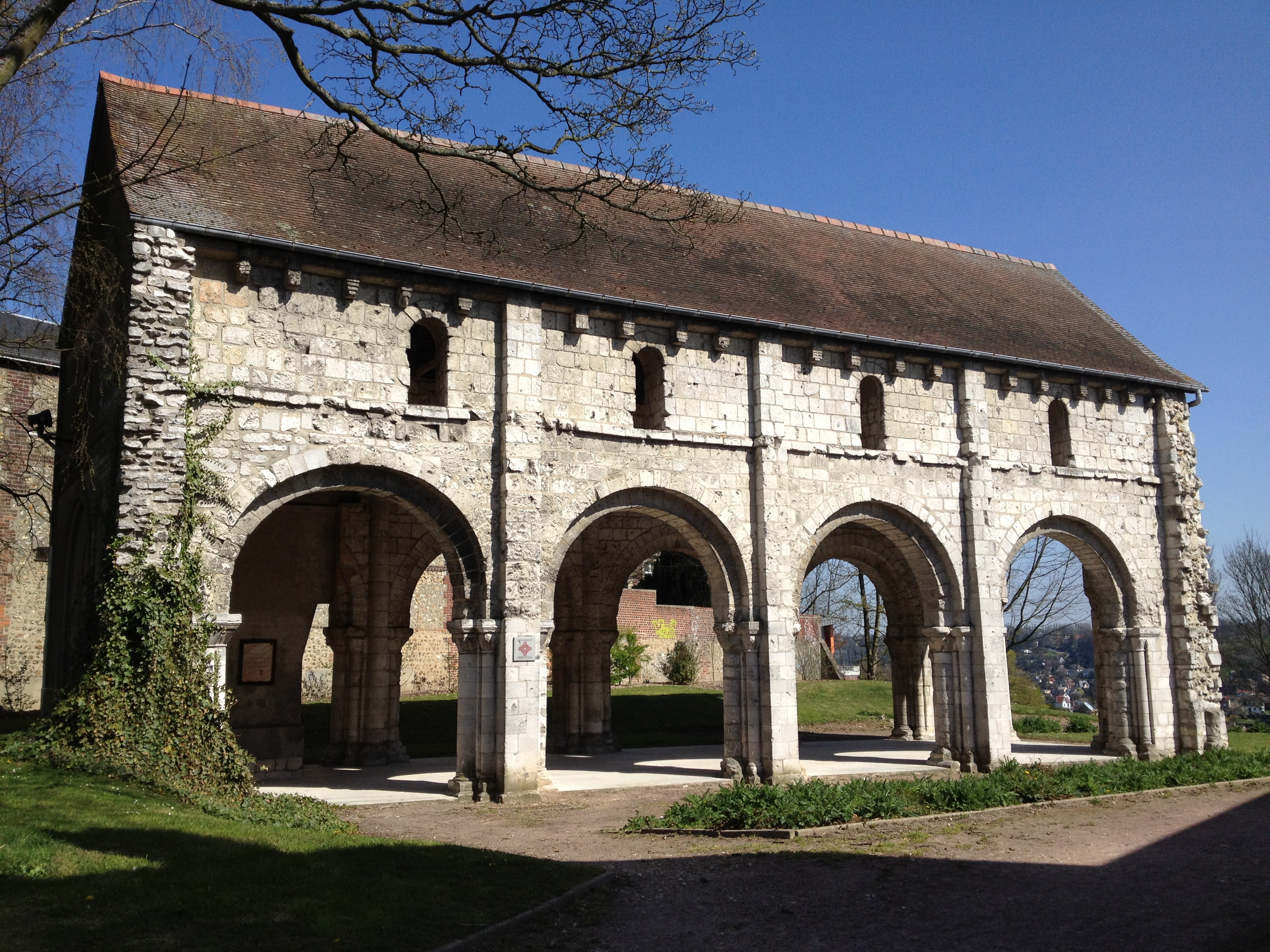
St-Jacques-du-Mont-aux-Malades, die erhaltenen Joche des Langhauses

Die frühere römisch-katholische Kirche Saint-Jacques-du-Mont-aux-Malades in Mont-Saint-Aignan, einer französischen Gemeinde im Département Seine-Maritime in der Region Normandie, wurde ab dem 12. Jahrhundert errichtet. Die romanische Kirche in der Rue Louis-Pasteur ist seit 1971 ein geschütztes Baudenkmal (Monument historique).

## Geschichte
Die Kirche wurde ursprünglich als Kapelle eines Leprosen-Hospitals in der ersten Hälfte des 12. Jahrhunderts errichtet. Später wurde sie als Pfarrkirche genutzt, nach der Revolution stand sie leer und verfiel. Im Jahr 1969 wurde die profanierte Kirche von der Gemeinde gekauft und 1971/72 renoviert.

## Beschreibung
Das ehemals von zwei Seitenschiffen flankierte Langhaus besitzt vier Joche mit einer Länge von 18,50 Metern und einer Breite von 6,50 Metern. Das Langhaus wird von unprofilierten Arkaden mit doppeltem Bogenlauf auf mit Knospen oder stilisierten Tierfiguren verzierten Kapitellen über schlanken Pfeilern gegliedert. Das Licht fällt durch stark ausgeschrägte Fenster ein. Der Raum ist flach gedeckt. Der Chor und die Apsis wurden im 19. Jahrhundert abgerissen.